# Sun Hei Sports Club
Maillots
Le Sun Hei Sports Club (en chinois : 晨曦體育會) est un club hongkongais de football fondé en 1986 et basé à Kowloon à Hong Kong.

## Historique
- 1986 : fondation du club sous le nom de Sun Hei.
- 2005 : le club est renommé Xiangxue Sun Hei.

## Palmarès
| Compétitions nationales |
| --- |
| - Championnat de Hong Kong (3) : - Champion : 2001-02, 2003-04, 2004-05. - Coupe de Hong Kong (3) : - Vainqueur : 2002-03, 2004-05 et 2005-06. - Finaliste : 2002-03. |

## Personnalités du club

### Présidents du club
- Chow Man Leung
- Ricky Ma

### Entraîneurs du club
- Yan Lik Kin (2008 - 2009)
- Yan Lik Kin (2009 - 2010)
- José Ricardo Rambo (juillet 2010 - mai 2012)
- Tim Bredbury (juin 2012 - octobre 2012)
- Chan Fat Chi (octobre 2012 - janvier 2013)
- Chiu Chung Man (janvier 2013 - )